# フルーツガーデン関本
フルーツガーデン関本（フルーツガーデンせきもと）とは、明治45年(1912年)に福島県双葉郡大熊町で創業した梨農園。
現在の栽培品目は梨、キウイフルーツ

## 概要
- 経営形態としては家族経営であるが、企業的な経営管理を図るという経営理念から平成11年(1999年)には有限会社を設立し、経営の法人化を図っている。

- 平成23年(2011年)に東日本大地震の被害を受け、現在は千葉県香取市にて栽培を再開している[1]。

## 沿革
- 1912年（明治45年）- 関本農園として福島県大熊町に創業。当時は水稲130a、畑作100a、梨100aを栽培。
- 1970年（昭和45年）‐果実の直販開始
- 1978年（昭和53年）-水稲中止。梨260aを栽培
- 1986年（昭和61年）-洋ナシ30a植栽
- 1990年（平成2年）-キウイフルーツ30a植栽
- 1991年（平成3年）-「基準化せん定法」を導入
- 1997年（平成9年）-緑白綬有功章を受賞
- 1999年（平成11年）- 有限会社を設立し経営を法人化する。会社名を「フルーツガーデン関本」に変更。
- 2013年（平成8年）- 千葉県香取市に移転。